# زیمون شیرخ
زیمون شیرخ (انگلیسی: Simon Schürch؛ زادهٔ ۲ دسامبر ۱۹۹۰) قایقران روئینگ اهل سوئیس بود.
وی در مسابقات کشوری و بین‌المللی در مجموع برندهٔ ۲ مدال طلا، ۱ مدال نقره شده‌است.